# Cap Canaille
Koordinaten: 43° 13′ 0″ N, 5° 32′ 20″ O

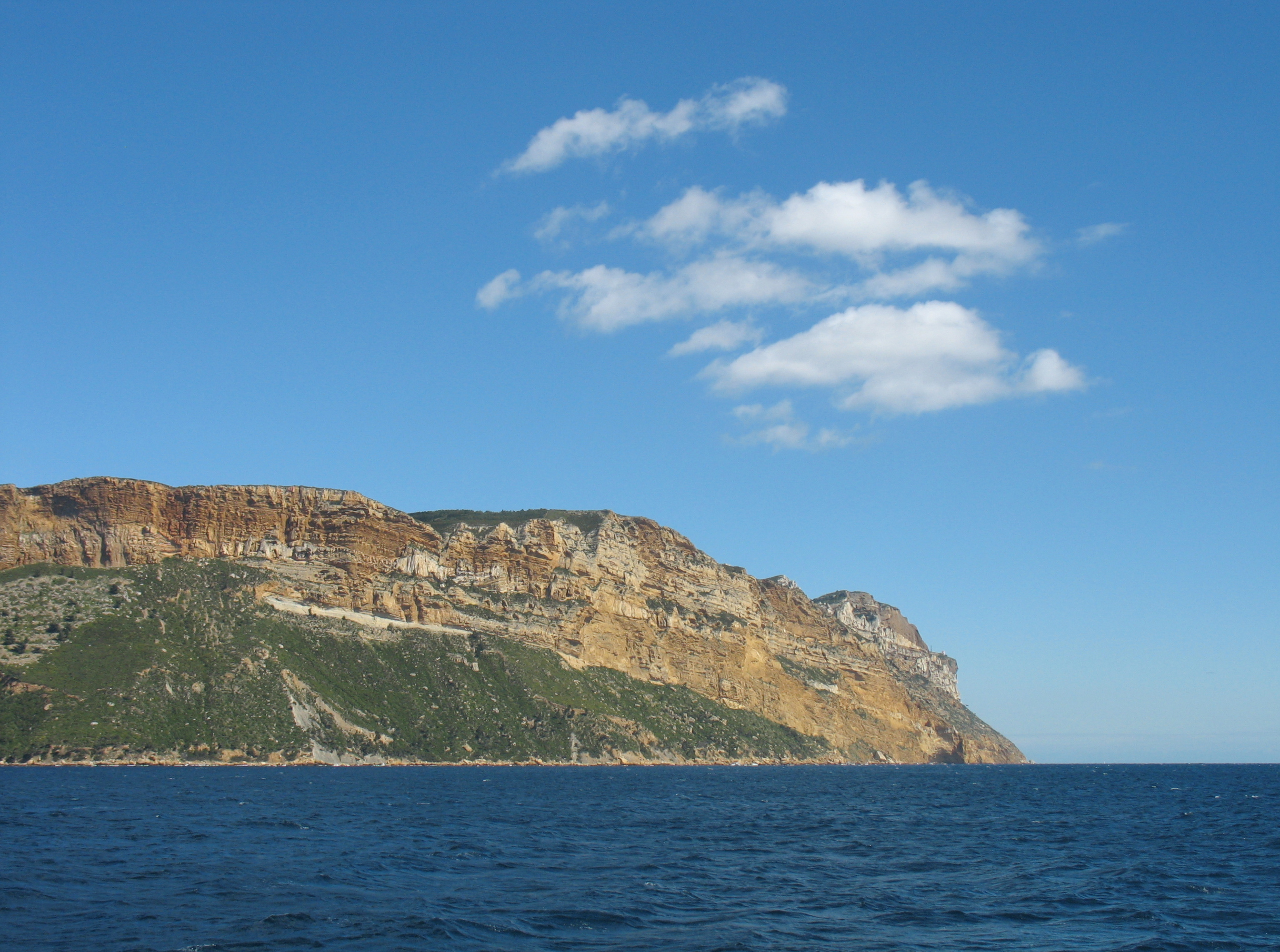
Cap Canaille

Cap Canaille liegt im Département Bouches-du-Rhône in Frankreich und ist mit einer Höhe von 362 Metern zusammen mit dem Grande Tête (399 Meter) die höchste Klippe des Landes. Die Felsen werden auch als Falaises de Soubeyrannes bezeichnet.
Das Wort ‘‘canaille’’ ist vom Lateinischen Canalis mons abgeleitet und bedeutet frei übersetzt ‘‘Berg des Wassers’’, in  Anlehnung an die von den Römern angelegten Aquädukte zur Wasserversorgung.

## Geographie
Cap Canaille befindet sich am Mittelmeer in einer Bucht der Calanque-Küste zwischen Cassis und La Ciotat. Die Großstädte Marseille und Toulon liegen 30 Kilometer östlich bzw. 40 Kilometer westlich der Klippe. Die Entfernung zu Aix-en-Provence im Norden beträgt 50 Kilometer. Über eine schmale und kurvenreiche Küstenstraße, die Route des Crêtes, erreicht man die Klippe. Von dort bietet sich eine großartige Aussicht auf das Meer.

## Geologie
Der Felsen besteht aus einem Konglomerat von Sandstein und Kalkstein aus dem Turonium. Auf der Spitze befindet sich Mergel aus dem Cenomanium.